# Leo Bogner
Leo Bogner (* 20. März 1912 in Wien; † 22. März 1971 ebenda) war ein österreichischer Mehrkampfsportler, Diplom-Fechtmeister, Schwimmlehrer, Heeres-Skilehrer, Gründungsmitglied und Sportlehrer der Heeressport- und Nahkampfschule (HSNS), Gründungsmitglied, Vorstandsfunktionär und Fachwart des Österreichischen Heeressportverbands (ÖHSV), Verbandstrainer des Österreichischen Fechtverbandes (ÖFV) und Nationaltrainer im Modernen Fünfkampf bei den Olympischen Spielen 1960, 1964 und 1968.

## Leben als aktiver Sportler
Zeit seines Lebens verschrieb sich Leo Bogner ganz dem Sport. Ab 1933 nahm er an Wintersport- und Leichtathletikbewerben teil; früh zeigte sich dabei nicht nur seine Vorliebe für den Mehrkampf, sondern auch die Neigung, als Trainer tätig zu sein. Durch seine Erfolge in der Leichtathletik, im Schwimmen, Fechten und Skilaufen „zählte er bald zu den besten Heeressportlern der dreißiger Jahre“. 1938 zog Leo Bogner nach Berlin, wo er noch im Juni desselben Jahres an den Fünfkampfmeisterschaften teilnahm und 1939 in den deutschen Hoffnungskader für die Olympischen Spiele 1940 aufgenommen wurde. Mit Kriegsende geriet Leo Bogner westlich von Berlin in Sowjetische Kriegsgefangenschaft und verbrachte fast fünf Jahre in weißrussischen und ukrainischen Arbeitslagern. Nachdem er am 29. Dezember 1949 nach Wien zurückgekehrt war, setzte er seine aktive sportliche Karriere im selben Winter mit einem Riesentorlauf am Dachstein und Fechtturnieren in Wien und Triest fort. Im September 1950 wurde die Fecht-Union Wien gegründet. Erster Obmann bis 1961 war Ludwig Prokop, das Training leiteten Josef Beismann und ab 1956 Leo Bogner. Bis Anfang der siebziger Jahre zählten Fechter der Fecht-Union Wien zu den besten Österreichs und gewannen zahlreiche Staatsmeistertitel, darunter den Mannschaftsbewerb im Degen von 1954 bis 1959 en suite. Beispielhaft für Leo Bogners Vielseitigkeit ist, dass er im Dezember 1956 in einem österreichischen Ranglistenfechtturnier im Florett, Degen und Säbel antrat und in allen drei Gattungen bis in die Finalkämpfe aufstieg. Bei den Schweizer Meisterschaften im militärischen Mehrkampf, die 1953 in Bern als inoffizielle Europameisterschaft ausgetragen wurden, errang die Mannschaft der „Fünfkampf-Union“ mit Peter Lichtner-Hoyer, Ludwig Prokop und Leo Bogner den zweiten Platz. Die hierauf zu den Weltmeisterschaften im Modernen Fünfkampf 1954 nach Budapest entsandte österreichische Mannschaft mit Peter Lichtner-Hoyer, Frank Battig und Leo Bogner belegte den 6. Platz, der nicht noch einmal erreicht wurde (Stand 2021). Nach in Summe acht Staats- oder Landesmeistertitel und Siegen in insgesamt 41 Einzel- und 23 Mannschaftsbewerben beendete Leo Bogner 1961 im Alter von 49 Jahren seine aktive Laufbahn.

## Wirken als Trainer und Sportfunktionär
In den Jahren von 1954 bis 1971 war Leo Bogner als Unteroffizier, Sportlehrer, Sportfunktionär sowie leidenschaftlicher Sportler u. a. eng mit der Entwicklung der Heeressport- und Nahkampfschule, des Österreichischen Heeressportverbandes und im Zuge der Mitgliedschaft des Österreichischen Bundesheeres im Internationalen Militärsportverband (CISM) mit der Entwicklung des Fechtsportes sowie des Modernen Fünfkampfes verbunden. Bereits 1934 hatte Leo Bogner die staatliche Schwimmlehrerprüfung und die Sportlehrerprüfung abgelegt. Kurz nach der Heimkehr aus der Kriegsgefangenschaft nahm er neben den Wettkämpfen auch die Traineraktivitäten (zunächst als Ski- und als Schwimmlehrer) wieder auf und trat 1954 in den Dienst der B-Gendarmerie ein, der damaligen Vorläuferorganisation des Österreichischen Bundesheeres. Mit dessen Neubegründung 1955 wurde der dienstlichen Körperausbildung, dem freiwilligen Vereinssport, der Leistungssportförderung und der Austragung von Wettkämpfen wieder große Bedeutung beigemessen. Nach der 1956 abgelegten Prüfung zum staatlichen Fechtmeister besuchte Leo Bogner in den Jahren 1962–1964 den Degenspezialisierungskurs von Maestro Giuseppe Mangiarotti in Mailand. Als Fechttrainer legte Leo Bogner den Grundstein für das erfolgreiche Abschneiden der österreichischen Fechter bei den Militär-Weltmeisterschaften mit den Weltmeistertiteln für Herbert Polzhuber (1961, 1965, 1970) und Rudi Trost (1962, 1966) im Degenfechten sowie für Josef Wanetschek (1966) im Säbelfechten. Bei den Olympischen Spielen 1960 in Rom wurde Leo Bogner als Mannschaftsführer der Modernen Fünfkämpfer nominiert. Zu den Olympischen Spielen 1964 in Tokio und 1968 in Mexiko-Stadt führte er die österreichische Mannschaft im Modernen Fünfkampf als Nationaltrainer. Nach seinem frühen Tod fand die feierliche Einsegnung in der
Stiftskirche „Zum Heiligen Kreuz“ statt, die Bestandteil der Stiftskaserne und seit 1921 die römisch-katholische Garnisonskirche von Wien ist.

## Auszeichnungen
- 1957: Union-Ehrennadel der Fechtunion Wien in Gold
- 1963: Silbernes Ehrenzeichen für Verdienste um die Republik Österreich
- 1965: Österreichische Olympia-Medaille für Verdienste um die Vorbereitung und Durchführung der IX. Olympischen Winterspiele Innsbruck 1964[6]